# 白杉酒造
白杉酒造株式会社（しらすぎしゅぞう）は、京都府京丹後市大宮町周枳954番地にある酒造メーカー。食用米（飯米）のみで酒造りを行っている日本唯一の酒蔵である。
主要銘柄である「白木久」（しらきく）は、「白杉」を「白杦」と表記したことに由来する。現在の代表者は11代目の白杉悟であり、杜氏と社長を兼任している。

## 歴史

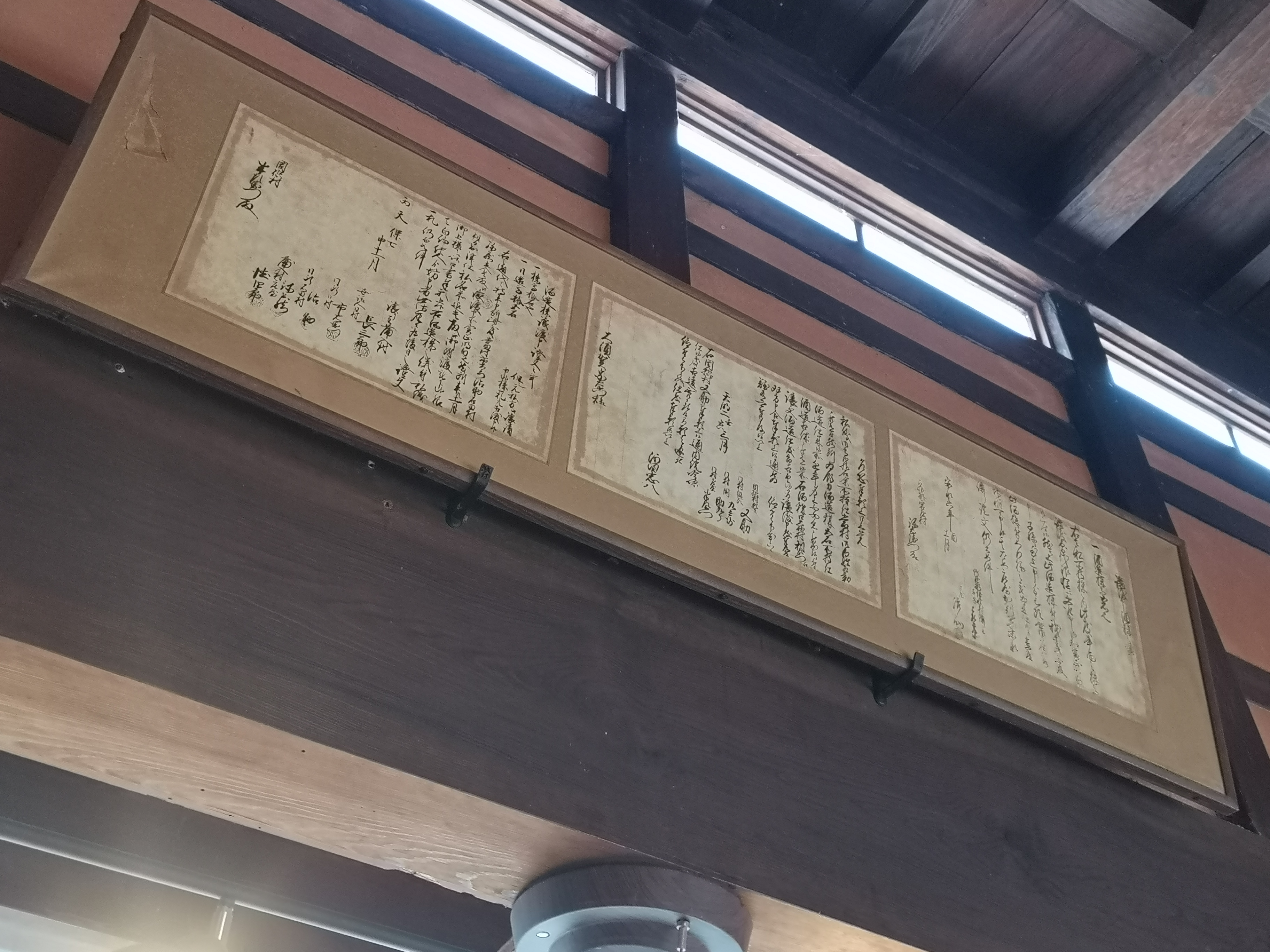
1777年の増石許可証

正確な創業時期は不明である。現存する増石許可証から1777年（安永6年）には酒造りを行っていたことが明らかであるため、白杉酒造は創業年を1777年（安永6年）としている。1927年（昭和2年）の北丹後地震後には現在も酒造りを行っている土壁の蔵が建築された。
2000年代の生産石数は約100石であり、すべて酒造好適米（酒米）・普通酒の銘柄「白木久」を地元向けに販売していた。2014年（平成26年）時点の生産石数は70石だったが、その後は関西圏や首都圏で販路を拡大させた。2015年（平成27年）に酒造好適米（酒米）から食用米（飯米）へ切り替え、食用米のみで日本酒造りを行う日本で唯一の酒蔵となった。その後、2018年（平成30年）時点の生産石数は200石となっているが、需要に供給が追い付いていないという。
2011年（平成23年）5月には築100年以上の建築物を用いて古民家カフェ「カフェ シラキク」をオープンさせ、半年間で約3000人の客を集めたが、2020年（令和2年）10月に直売所スペースを拡張するために改装された。
母屋と麹室を有する建物は創業当時のものだったが、2018年（平成30年）1月には倒壊のために撤去された。

## 特色
酒造好適米（酒米）を一切使わず、食用米（飯米）のみで酒造りを行っている。食用米のみで酒造りを行う酒蔵は日本唯一とされる。ボトルにはワインボトルを採用している。
2002年（平成14年）に11代目である白杉悟が蔵入りし、2007年（平成19年）にはそれまでの但馬杜氏に代わって蔵元杜氏に就任。地元産コシヒカリの質の高さに着目して食用米での酒造りを始めた。2014年（平成26年）にはコシヒカリによる酒造りを本格化させ、コシヒカリによる「白木久」が好評だったことから、2015年（平成27年）には全量を食用米とした。コシヒカリに加えて、地元産ササニシキを使った銘柄「銀シャリ」も商品化している。

## 銘柄
- 「白木久」（しらきく） - 丹後与謝野町産コシヒカリを使用。
- 「主基泉」（すきいずみ） - 丹後産コシヒカリを使用（終売）。
- 「丹後のヒカリ」 - 丹後産コシヒカリを使用。
- 「銀シャリ」 - 丹後産ササニシキを使用。
- 「BLACK SWAN」 - ミルキークイーンを使用。黒麹を用いている。
- 「46903」（しろくまさん） - 森のくまさんを使用。白麹を用いている（終売）。
- 「ヒカリノオト」 - 純米大吟醸スパークリング。京丹後産の最高級コシヒカリを45％まで磨き上げ、3種類の麹を使用して丁寧に仕込む。複雑な酸味と芳醇な旨味とのバランスがとれた味わい。[1]
- 「MIRROR・MIRROR」 - 黒麹を用いている。
- 「笑梅飯醸」（しょうばいはんじょう） - 自社の純米吟醸無濾過生原酒で仕込み、１年間熟成させた梅酒。全国梅酒品評会2021で銀賞受賞。日本酒の蔵元ならではの梅酒の特長は、うまみやコクがある深い味わいという。飲み方は、ストレートやロックがおすすめと杜氏は語る[6]。
- 「CHIMERA（キメラ）」 - 白・黒・黄の3種類の麹を用いて醸造する[3]。

### シラキク ブラックレーベル レボリューション
特に特徴的な銘柄のひとつに、「shirakiku BLACK LABEL revolution（シラキク ブラックレーベル レボリューション）」がある。丹後産のコシヒカリのみを用い、「黒麹」で醸造する。一般的に日本酒造りに用いられる麹は「黄麹」であり、黒麹を用いることでよりフレッシュな風味の日本酒に仕上がる。これは、黒麹が作るクエン酸が黄麹より純度の高い酵母を生み出すためである。
黒麹を使うという特徴を象徴し、黒を基調としたラベルデザインで、ボトルはワインボトルを模し、「冷やしてワイングラスで飲むのがおススメ」とされている。

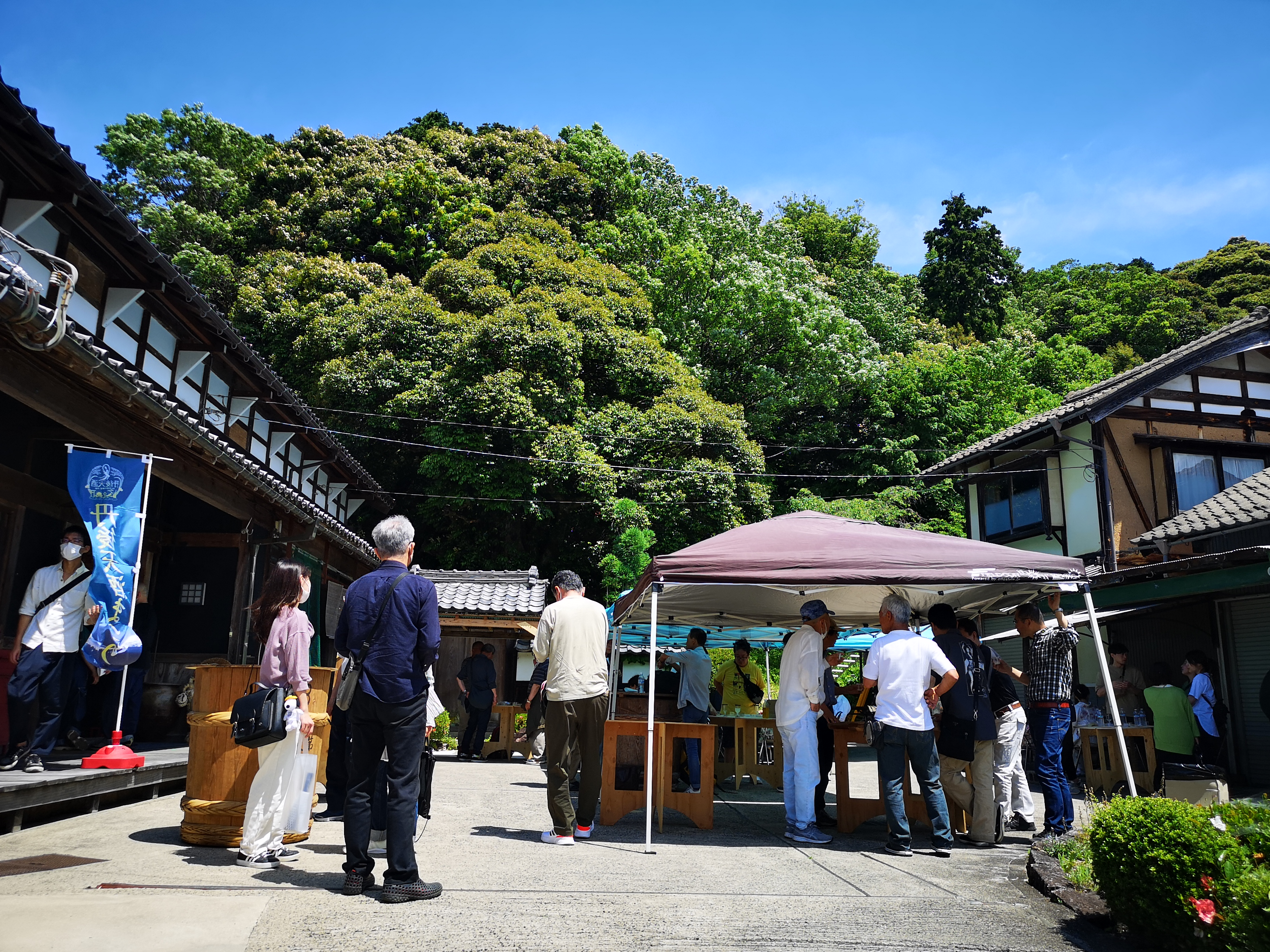
丹後天酒祭2023の酒蔵開き
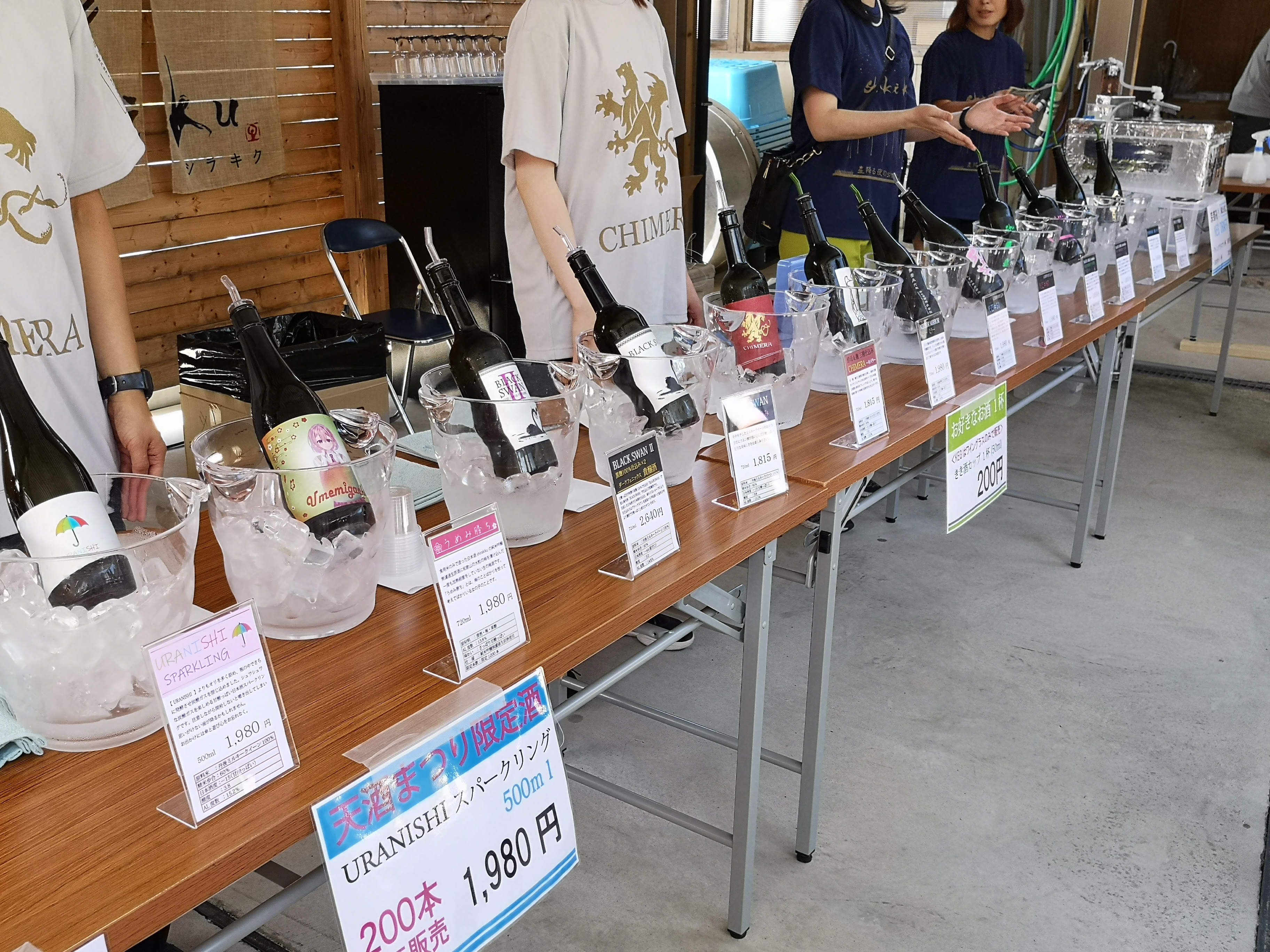
丹後天酒祭での試飲
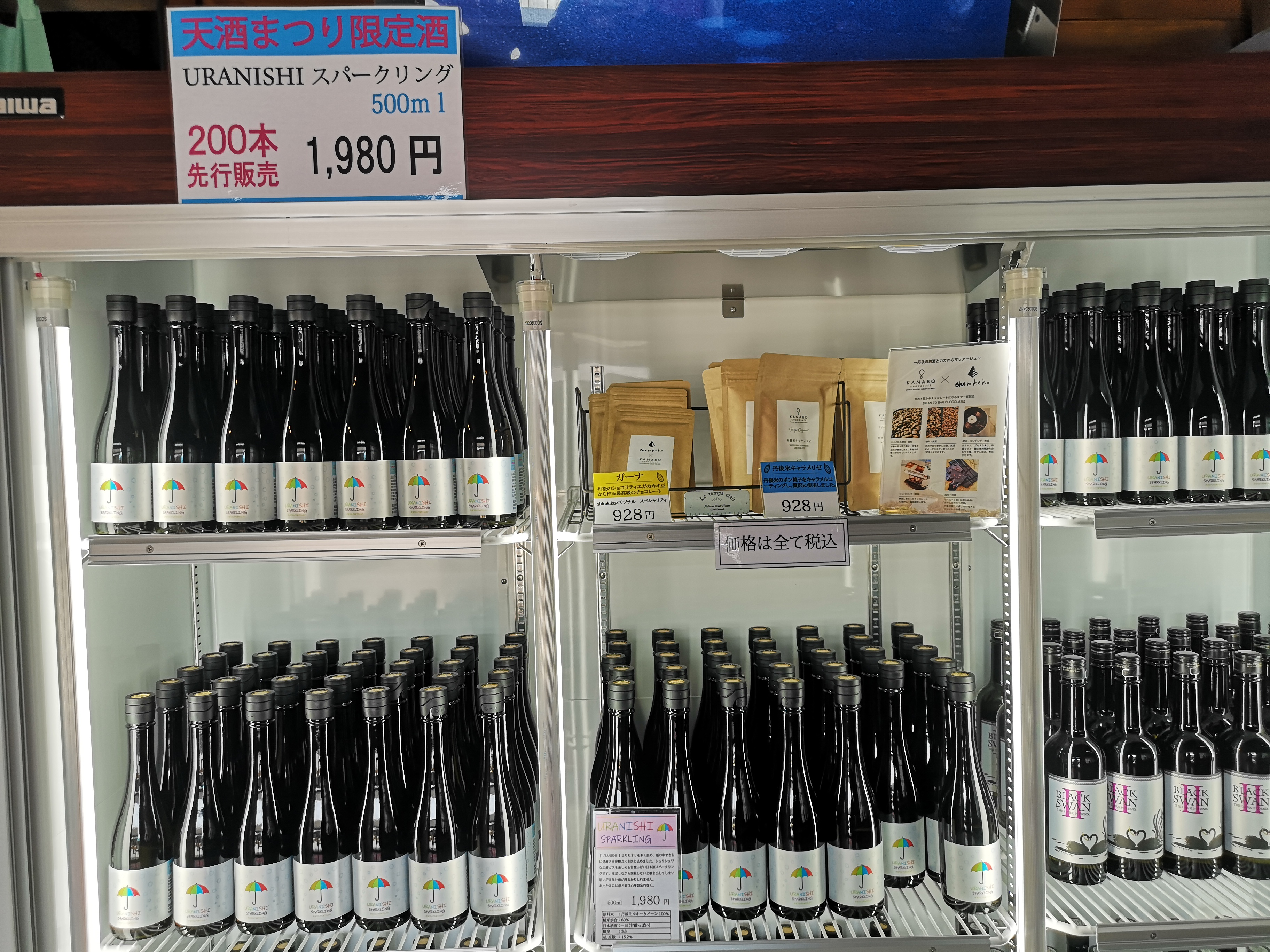
丹後天酒祭限定銘柄の販売